# 永井寿雄
永井 寿雄（ながい ひさお、1909年12月21日 - 没年不明）は、日本の柔道家。元講道館助教授。講道館8段である。日本柔道整復師会の１１代　会長。
群馬県前橋市出身。1927年、講道館に入門。1928年、東海商業学校を卒業。1932年、全国鉄道柔道大会に東京鉄道局選手として初出場。以後5回連続出場。
著書に「柔道整復術試験問題解答集」などがある。類まれな人格者として知られ、後進の指導に手腕を発揮した。